# Виводкові птахи
Виводкові птахи — птахи, в яких пташенята при вилупленні з яйця виходять повністю опереними і зрячими та вже через декілька годин можуть самостійно годуватись. Особливістю цих птахів є те, що вони турбуються про своє потомство. В основному виводковими є види, які гніздяться на відкритій місцевості. 

## Ряди які належать до виводкових птахів
- Куроподібні
- Гусеподібні
- Журавлеподібні
- Сивкоподібні
- Гагароподібні
- Пірникозоподібні
- Буревісникоподібні
- Пеліканоподібні
- Фламінгоподібні

## Галерея

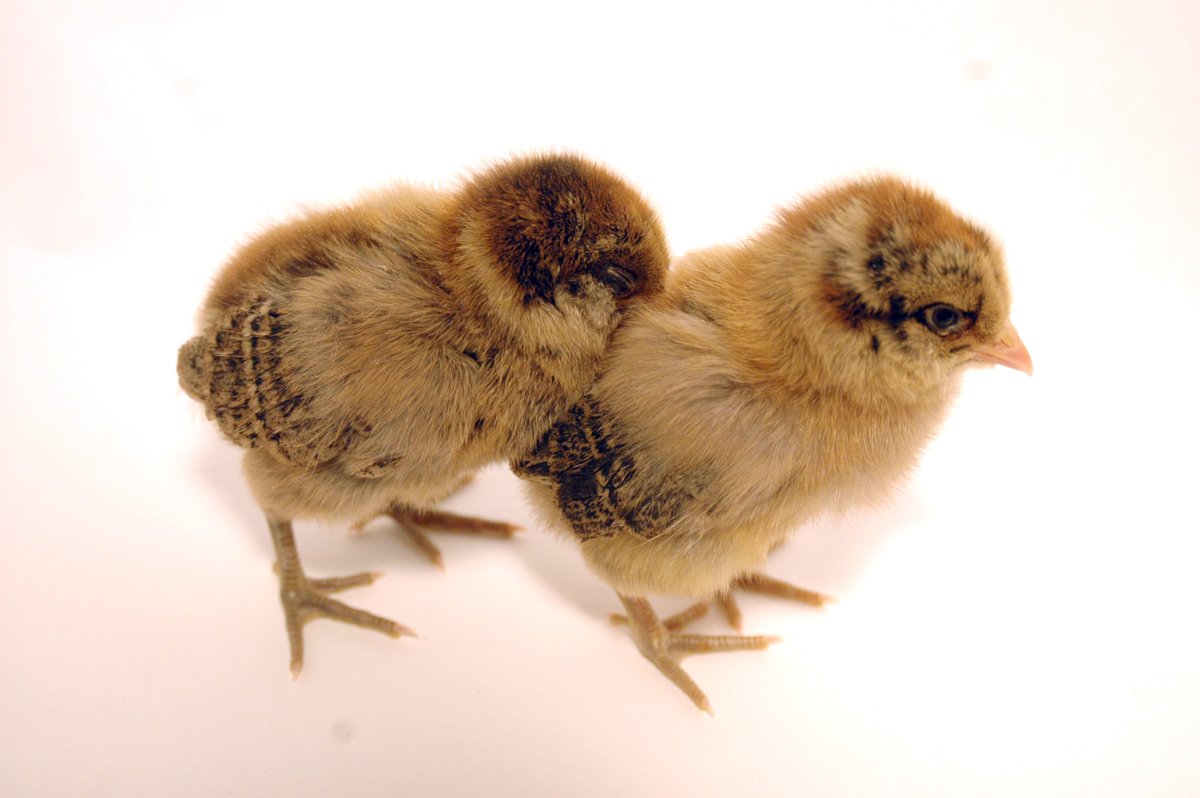
Свійські курчата після вилуплення
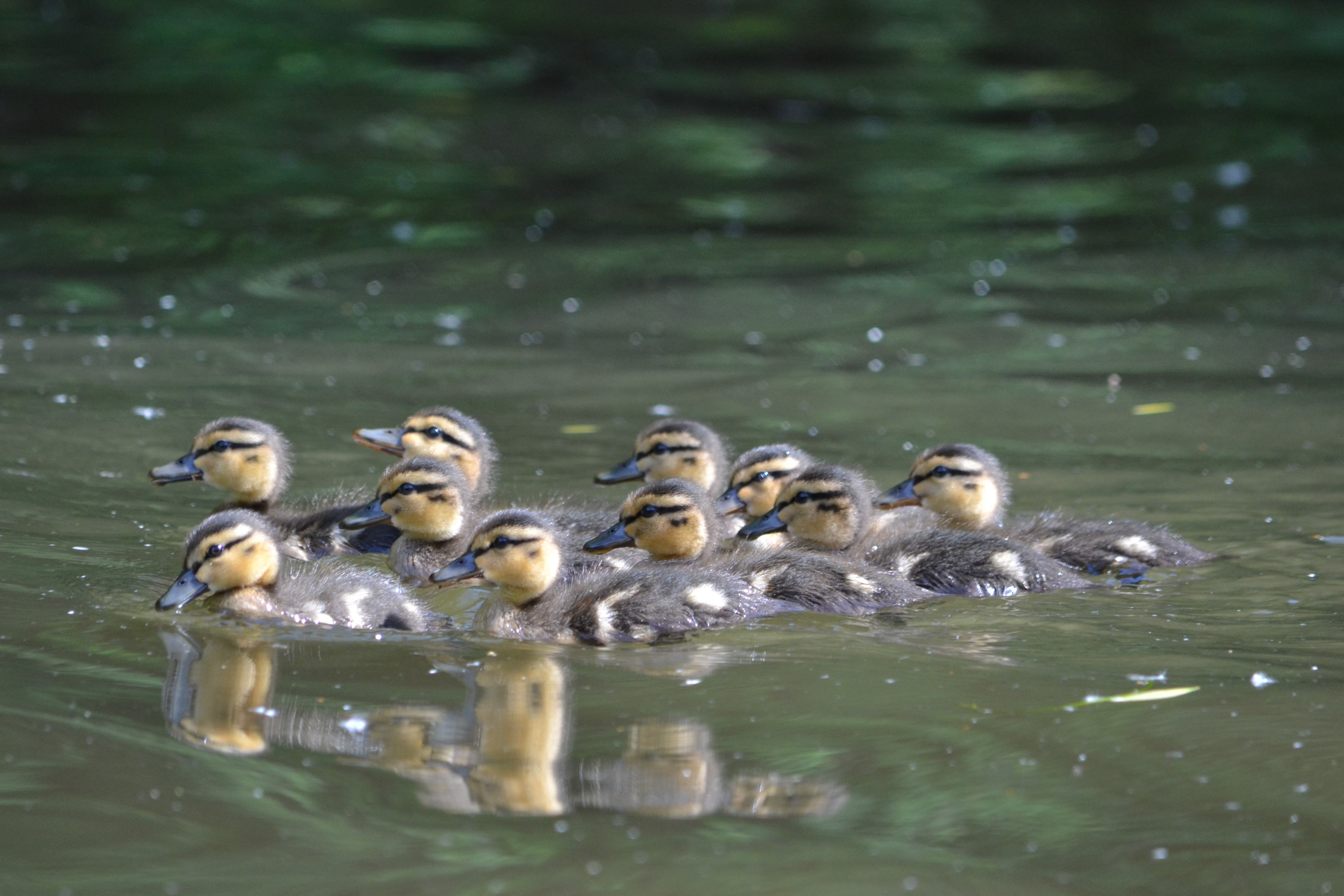
Виводок крижня
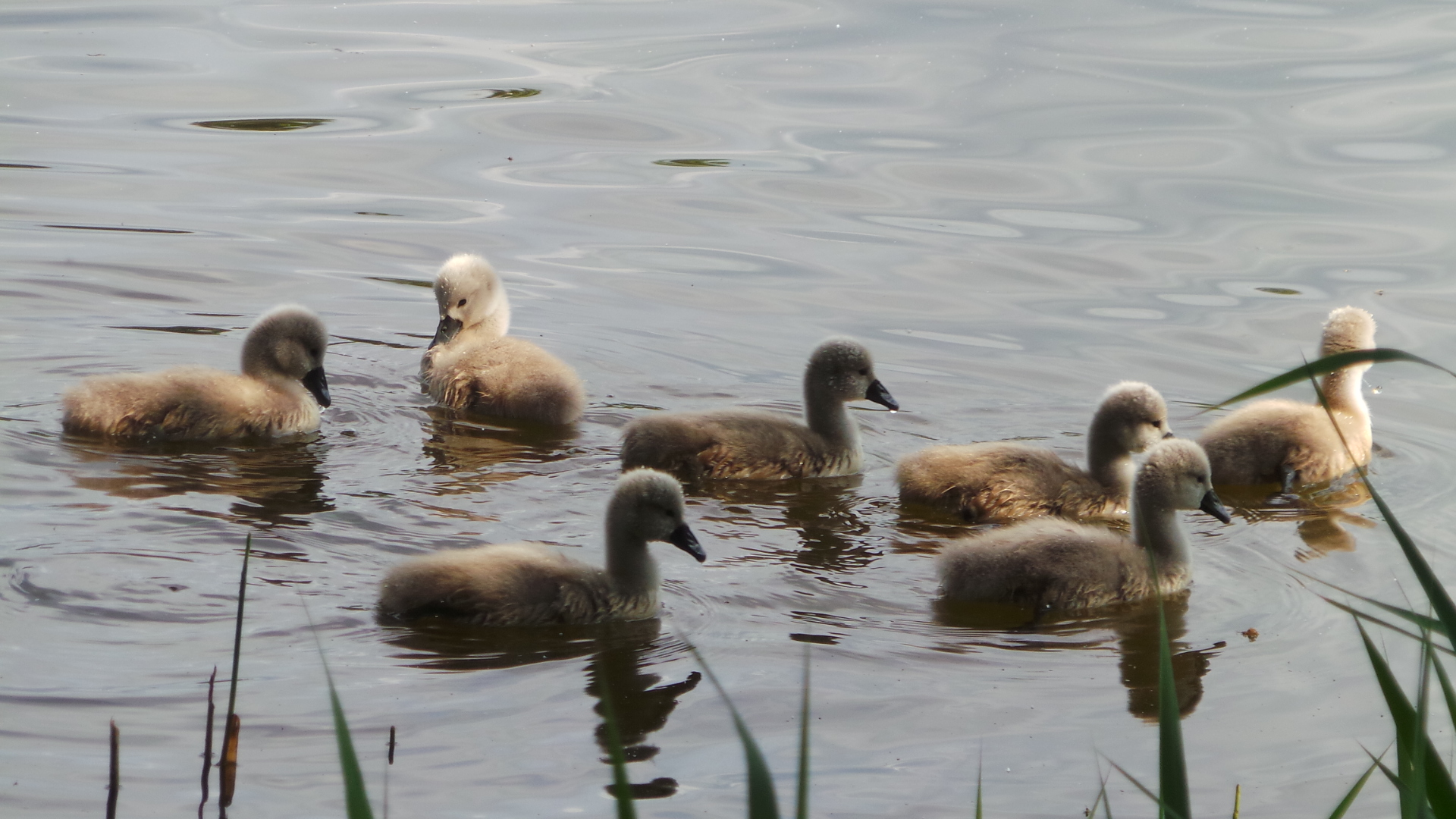
Пухові пташенята лебедя-шипуна